# Paratanytarsus mediterraneus
Paratanytarsus mediterraneus is een muggensoort uit de familie van de dansmuggen (Chironomidae). De wetenschappelijke naam van de soort is voor het eerst geldig gepubliceerd in 1981 door Reiss & Saewedal.